# Воронков, Анатолий Константинович
Анатолий Константинович Воронков (1904—1969) — управляющий трестом «Кировуголь» комбината «Карагандауголь», Герой Социалистического Труда.

## Биография
Родился 29 июня 1904 года в городе Екатеринослав в семье рабочего. Русский.
Окончил начальную школу, учился в ремесленном училище. В годы Гражданской войны работал угольщиком на железной дороге.
В 1924-28 годах учился в Днепропетровском горном институте, после окончания которого в 1928-32 годах работал горным инженером на шахтах Северного Кавказа.
В 1932 году переехал в Донбасс, где работал в тресте «Красноармейскуголь», пройдя должности заместителя и главного инженера шахты № 3. На этой должности встретил начало Великой Отечественной войны.
Когда вражеские дивизии подходили к Донбассу, А. К. Воронков занимался строительством оборонительных рубежей, участвовал в частичной эвакуации хозяйства в Казахстан.
В 1942 году был командирован в Караганду, где назначен главным инженером шахты № 8/9 имени Горбачева. В 1942 году из-за отсутствия фронта очистных работ, несовершенства технологии выемки пластов «Замечательный» и «Слоистый» шахта снизила добычу относительно 1941 года. Придя на шахту, главный инженер А. К. Воронков менее чем за год изменил ситуацию. Добыча угля на шахте выросла почти в 1,5 раза, снизилась на 2 % зольность добываемого угля.
Умелого, опытного главного инженера А. К. Воронкова в 1943 году назначили главным инженером треста «Кировуголь». На этой должности он блестяще справился с поставленными задачами, активно занимался механизацией трудоёмких работ при подготовке участков, очистной выемке и транспортом. За успешную работу был награждён орденом Трудового Красного Знамени, медалью «За доблестный труд в Великой Отечественной войне 1941—1945 гг.», Почётной грамотой Президиума Верховного Совета КазССР.
В 1945 году назначен управляющим треста «Кировуголь». В первые послевоенные годы коллектив треста стал одним из лучших в бассейне, ежегодно выполнял и перевыполнял план добычи угля. Управляющий Воронков отдавал все силы, опыт, знания для увеличения производительности труда. Он уделял большое внимание совершенствованию способов подготовки и отработки пластов, схемы транспортировки угля и доставки материалов, созданию новой техники. При его содействии был пущен в серийное производство угольный комбайн, созданный в мехмастерских шахты № 31 механиком шахты С. Макаровым, позволяющий механизировать не только отбойку, но и погрузку угля. 8 мая 1945 года комбайн Макарова добыл первые сотни тонн угля из пласта «Шестифутовый», а затем впервые в мире комбайны заработали в угольных забоях треста «Кировуголь» (в 1947 году работало уже 23 комбайна Макарова и 215 врубмашин). Также стараниями А. К. Воронкова в 1947 году было освоено применение на шахтах треста выпускаемого мощного транспортёра «СКР-30». В строй действующих была введена новая шахта № 104-наклонная с производственной мощностью 240 тысяч тонн.
Благодаря умелому руководству управляющего и коммунистическому труду коллектива в 1948 году трест «Кировуголь» выполнил план добычи угля на 117,7 %, а по коксующимся углям на — 120,8 %. Это был лучший результат среди всех подразделений комбината «Карагандауголь».
Указом Президиума Верховного Совета СССР от 28 августа 1948 года за выдающиеся успехи в увеличении добычи угля и внедрении передовых методов работы, обеспечивших значительный рост производительности труда, Воронкову Анатолию Константиновичу присвоено звание Героя Социалистического Труда с вручением ордена Ленина и золотой медали «Серп и Молот».
В конце 1948 года переведен в Москву, где был назначен начальником отдела эксплуатации по Уралу, Караганде и Средней Азии Министерства угольной промышленности.
С 1958 года работал в должности главного инженера — заместителя начальника Управления по надзору в угольной промышленности Госгортехнадзора СССР. Одновременно был главным редактором журнала «Безопасность труда в угольной промышленности».
Жил в Москве. Умер 14 января 1969 года. Похоронен в Москве на Новодевичьем кладбище.
Награждён орденом Ленина, 2 орденами Трудового Красного Знамени, медалями.